# Сыроежка красивенькая
Сыроежка выцветающая, или сыроежка красивенькая, или сыроежка красивая, или сыроежка блекнущая (лат. Russula exalbicans) — вид грибов из род Сыроежка (Russula) семейства Сыроежковые (Russulaceae).

## Описание
Сухая на ощупь, бархатистая, не имеет блеска, часто подвержена растрескиванию.
Кутикулу очень сложно отделить от мякоти гриба.
Шляпка — может иметь размеры от 5 до 10 см в диаметре. Насыщенного кроваво-красного цвета, причём края немного темнее, чем центральная часть шляпки. У молодых экземпляров шляпка по форме похожа на полушарие, постепенно она становится более выпуклой и немного распростёртой.
Пластинки — белого или желтого цвета, часто могут быть разветвлённые. Они могут иметь зеленоватый или сероватый оттенок.
Ножка — 3—7 см дниной 1,5—3 см толщиной, как правило, белая, иногда бывает с розовым оттенком, у основания присутствуют жёлтые пятна. С возрастом и особенно, во влажном состоянии она также может стать слегка серой. Мякоть ножки достаточно плотная, белая, очень жёсткая, имеет горьковатый вкус.
Мякоть — белая, но в сырую погоду она легко сереет. Запах слегка фруктовый. Вкус резкий, в пластинках молодых образцов также острый. Старые плодовые тела иногда совершенно мягкие.

## Таксономия
Russula exalbicans (Pers.) Melzer & Zvára, Arch. Přírodov. Výzk. Čech. 17(4): 97. 1928

### Синонимы
- Agaricus rosaceus ß exalbicans Pers., Syn. meth. fung. (Göttingen) 2: 439. 1801
- Agaricus exalbicans (Pers.) J.Otto, Vers. Anordnung Beschr. Agaricorum (Leipzig): 27. 1816
- Russula depallens (Pers.) Fr., 1825
- Russula pulchella I.G.Borshch., Fungi Ingrici 9: tab. 2. 1857

## Экология
Произрастает в лиственных лесах. Намного реже в хвойных лесах.
Вид встречается в Северной Африке (Марокко), Северной Азии (Сибирь, Камчатка), Северной Америке (США), Гренландии и Европе.
Как и все сыроежки, представляет собой микоризный гриб, который формирует симбиотические отношения почти исключительно с берёзами.
Поэтому сыроежка встречается в основном в берёзовых и берёзово-сосновых лесах или под березами на лесопосадках, на опушках и на лесопосадках. Гриб также часто встречается под берёзами вне закрытых древостоев, особенно в парках, под рядами деревьев вдоль дорог, набережных, канав, а также на богатых основаниями сухих и полусухих пастбищах и на шлаковых терриконах.
Сыроежка любит умеренно влажные, неглубокие, гумусовые и известковые почвы. Нередки случаи формирования двойной микоризы вместе с Волнушкой белой. Плодоносящие тела появляются с мая по начало ноября, а грибок встречается с низменных по высокогорные районы.